# Eispalast Witjas
Der Eispalast Witjas (russisch Ледовый дворец Витязь) ist eine Eissporthalle in Podolsk, Russland, die 5500 Zuschauern Platz bietet und hauptsächlich für Heimspiele des russischen KHL-Teilnehmers HK Witjas genutzt wird.

## Nutzung
Die Halle wurde 2000 erbaut und umfasst neben 4860 Sitzplätzen 554 Stehplätze und 86 VIP-Logenplätze. Bis 2004 war der Eispalast Heimat von Witjas Tschechow, ehe dieser ganz nach Podols umzog. Bis 2006 trug zudem der HK MWD Twer seine Heimspiele in dieser Halle aus, bevor auch dieser Klub 2006 in seine eigene Arena umzog. Anschließend wurde die Eishalle hauptsächlich durch das Juniorenteam von Witjas – Russkije Witjasi – genutzt, dass an der Molodjoschnaja Chokkejnaja Liga teilnimmt. 2013 kehrte der KHL-Club in den Eispalast zurück, während die Junioren ihre Heimspiele ab der Saison 2013/14 in Tschechow austragen werden.
Der Baukomplex umfasst neben dem Hauptgebäude ein Nebengebäude für Heizung und Kühlung sowie ein Fitnesscenter. Im Hauptgebäude befindet sich neben der Eishalle ein Restaurant mit 45 Sitzplätzen, ein Café für Journalisten sowie im Foyer und auf den Gängen rund um die Halle insgesamt fünf Bistros. In der Eishalle selbst wurden drei Videowände sowie eine elektronische Anzeigetafel installiert. Für Konzerte und andere öffentliche (Sport-)Veranstaltungen kann die Eishalle in einen Saal verwandelt werden, in dem dann bis zu 6800 Zuschauer Platz finden.